# Icosaedro triakis
O icosaedro triakis é um sólido de Catalan.
Este sólido é obtido:
- Como dual do dodecaedro truncado

- Por acumulação sobre o icosaedro

As sua faces são 60 triângulos isósceles.
Tem 90 arestas e 32 vértices.
O poliedro dual do icosaedro triakis é o dodecaedro truncado.